# Paratonfania
Paratonfania là một chi bọ cánh cứng trong họ Chrysomelidae.
Chi này được miêu tả khoa học năm 1993 bởi Medvedev.

## Các loài
Chi này gồm các loài:
- Paratonfania coeruleipennis Medvedev, 1993